# Исидоро-Ноблия
Исидоро-Ноблия (исп. Isidoro Noblía) — город на северо-востоке Уругвая, в департаменте Серро-Ларго.

## География
Расположен на границе с Бразилией, в 12 км к югу от города Асегуа и в 45 км к северу от административного центра департамента, города Мело. Абсолютная высота — 174 метра над уровнем моря.

## История
15 ноября 1963 года получил статус села (Pueblo), а 20 октября 1992 года — статус малого города (Villa).

## Население
Население города по данным на 2011 год составляет 2331 человек.
| Год  | Население |
| ---- | --------- |
| 1963 | 865       |
| 1975 | 1228      |
| 1985 | 1548      |
| 1996 | 1964      |
| 2004 | 2462      |
| 2011 | 2331      |

Источник: Instituto Nacional de Estadística de Uruguay